# 1941 год в науке
В 1941 году были различные научные и технологические события, некоторые из которых представлены ниже.

## Биология
- Публикация сочинения Джорджа Бидла и Эдуарда Тейтема под названием «Генетический контроль биохимических реакций у нейроспоры»

## Химия
- 23 ноября впервые синтезирован плутоний Гленном Сиборгом, Артуром Валемом, Джозефом Кеннеди и Эмилио Сегре. Это держалось в секрете до окончания атомных бомбардировок Хиросимы и Нагасаки, потому что он разрабатывался для первой атомной бомбы.

## Информатика
- Джон Атанасов и Клиффорд Берри разработали компьютер Атанасова — Берри.

## Медицина
- 12 февраля Альберт Александр, пациент в больнице Оксфорда, становится первым человеком, которого лечили пенициллином внутривенно командой Хоуворда Флори. Он реагирует положительно, но вещества оказалось недостаточно, чтобы полностью победить инфекцию. Успешным становится лечение этим способом в мае[1].

## Физика
- Ives и Stilwell доказывают, что ионы исходят в частотах, затронутых их движением.

## Награды
- Нобелевская премия
  - Физика — премия не присуждалась.
  - Химия
  - Физиология и медицина

## Родились
- 26 марта — Ричард Докинз, учёный
- 9 сентября — Деннис Ричи, программист
- 10 сентября — Стивен Гулд, палеонтолог, эволюционист.

## Скончались
- 11 июля — Артур Эванс (р. 1851), археолог
- 26 июня — Николае Миновичи, румынский учёный-медик, криминалист.
- 26 июля — Анри Лебег (р. 1875), математик